# Roberto Repole

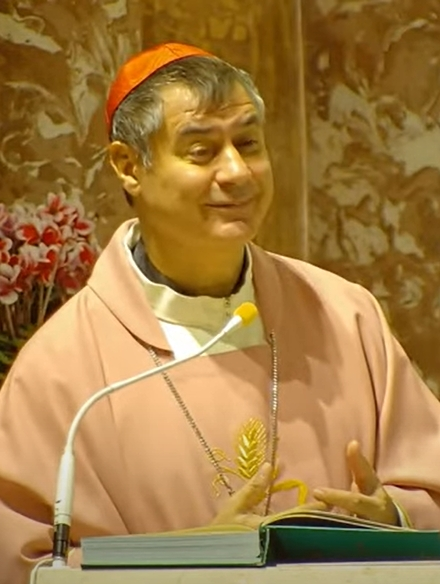
Roberto Kardinal Repole (Dezember 2024)

Kardinalswappen

Roberto Kardinal Repole (* 29. Januar 1967 in Turin) ist ein italienischer römisch-katholischer Geistlicher, Erzbischof von Turin und Bischof von Susa.

## Leben
Roberto Repole studierte nach dem 1986 erworbenen Abitur am Turiner Gymnasium Valsalice katholische Theologie und empfing am 13. Juni 1992 durch Kardinal Giovanni Saldarini die Priesterweihe für das Erzbistum Turin. 1998 erwarb er das Lizenziat und drei Jahre später den Doktortitel in systematischer Theologie an der Päpstlichen Universität Gregoriana in Rom. Von 2011 bis 2019 war er Präsident der Italienischen Theologischen Vereinigung. Zudem war er mehrere Jahre Direktor der Turiner Nebenabteilung der Theologischen Fakultät Norditaliens. Bis einschließlich zum Wintersemester 2021/22 lehrte als Professor für systematische Theologie an der Theologischen Fakultät in Turin. Schwerpunkte seiner zahlreichen fachzeitschriftlichen Essays, Publikationen und Vorlesungen bildeten dabei die Ekklesiologie, das Weiheamt oder die Geschichte und der Gestaltungsbereich von kirchlichen Synoden.
Am 18. Februar 2022 berichteten italienische Medien übereinstimmend, dass Papst Franziskus Repole als Nachfolger des altersbedingt ausscheidenden Cesare Nosiglia zum Erzbischof von Turin ernannt habe. Am 19. Februar 2022 erfolgte die offizielle Ernennung zum Erzbischof. Gleichzeitig verfügte der Papst die Vereinigung des Erzbistums Turin in persona episcopi mit dem Bistum Susa, zu dessen Bischof Roberto Repole zeitgleich ernannt wurde. Bereits seit 2019 hatte Repoles Vorgänger als Erzbischof von Turin, Cesare Nosiglia, das Bistum Susa als Apostolischer Administrator geleitet. Erzbischof Cesare Nosiglia spendete seinem Nachfolger am 7. Mai 2022 vor dem Turiner Dom die Bischofsweihe. Mitkonsekratoren waren der Erzbischof von Vercelli, Marco Arnolfo, und der emeritierte Bischof von Susa, Alfonso Badini Confalonieri. Die Amtseinführung im Bistum Susa fand einen Tag später statt.
In der Italienischen Bischofskonferenz ist Repole Mitglied der Bischöflichen Kommission für das katholische Bildungswesen. Im Oktober 2022 wurde er zum Vizepräsidenten der regionalen Bischofskonferenz von Piemont und Aostatal gewählt.
Papst Franziskus nahm ihn am 7. Dezember 2024 als Kardinalpriester mit der Titelkirche Gesù Divino Maestro alla Pineta Sacchetti in das Kardinalskollegium auf. Die Besitzergreifung seiner Titelkirche fand am 30. März 2025 statt.
Am 11. Januar 2025 berief ihn Papst Franziskus zum Mitglied des Dikasteriums für die Glaubenslehre. Nach dem Tod von Papst Franziskus nahm Kardinal Repole am Konklave 2025 teil, das Leo XIV. wählte.